# 라이브 경남
라이브 경남은 KBS창원 1라디오에서 평일 오후 5시 5분부터 오후 5시 58분까지 방송되는 시사 프로그램이다.

## 진행
- 윤준건 아나운서

## 역대 진행
| 역대 | 진행자          | 진행 기간                        | 비고  |
| ---- | --------------- | -------------------------------- | ----- |
| 1대  | 송지원 아나운서 | 2021년 10월 4일 ~ 2024년 2월 2일 | [ 1 ] |
| 2대  | 윤준건 아나운서 | 2024년 2월 5일 ~ 현재            | [ 2 ] |